# Bronowianka Kraków
Klub Sportowy Bronowianka – krakowski klub sportowy, założony w 1935 w ówczesnej podkrakowskiej wsi Bronowice (w 1941 roku włączonej do Krakowa).
Klub prowadzi sekcje piłki nożnej (mężczyzn i kobiet), siatkówki kobiet i tenisa stołowego. Drużyna piłki nożnej seniorów obecnie występuje w grupie II krakowskiej klasy okręgowej.

## Historia klubu
W 1934 w Bronowicach otwarto szkołę powszechną z nowoczesną salą gimnastyczną, która poprawiła warunki uprawiania sportu w podkrakowskiej wsi. Rok później jej mieszkańcy (Antoni Dzieża, Jan Borówka, Jan Zwoliński, Rudolf Groch, Andrzej Czepiec, Franciszek i Józef Kosoniowie oraz Stanisław, Jan i Józef Grinowie) założyli klub piłkarski, przeznaczając należące do nich pola na boisko piłkarskie (według innych źródeł, pierwsze boisko Bronowianki powstało na gminnym pastwisku).
Wiosną 1939 Bronowianka wywalczyła awans do krakowskiej ligi okręgowej (ówczesny drugi poziom rozgrywkowy), jednak ze względu na wybuch II wojny światowej nie zdołała zadebiutować na tym poziomie. W 1941 niemiecki okupant zrównał z ziemią boisko Bronowianki, jednak już w 1942 klub wznowił działalność i brał udział w konspiracyjnych rozgrywkach piłkarskich. Na pobliskiej łące w Bronowicach Małych odbywały się inne nieoficjalne mecze, takie jak derbowe spotkanie Wisły Kraków z Garbarnią (2:0) w czerwcu 1942, które miało oglądać 1,5 tysiąca kibiców. Latem 1942 prowizoryczne boisko na łące zostało zdekonspirowane przez Niemców.
Po zakończeniu wojny w klubie rozpoczęły działalność sekcje koszykówki, siatkówki i gimnastyki. Po reformie sportu na wzór radziecki Bronowianka nosiła nazwy Ogniwo i Start, zaś w 1960 (na 25-lecie powstania klubu) powrócono do tradycyjnej nazwy. W 1945 Bronowianka pokonała Wisłę 2:1 w eliminacjach do klasy A (ówczesne eliminacje do mistrzostw Polski w 1946, później drugi poziom rozgrywkowy), a w 1955 jako Start OZC Bronowice przez jeden sezon występowała w grupie krakowskiej III ligi (spadła z ostatniego, 15. miejsca). W 1960 Bronowianka występowała w krakowskiej klasie A (ówczesny czwarty poziom rozgrywkowy).
W lipcu 1969 (najprawdopodobniej 20 lipca, w przeddzień lądowania na Księżycu) na boisku Bronowianki stanął wysoki na 6 metrów prowizoryczny pomnik Neila Armstronga. Oficjalnie rzeźba smukłej postaci wznoszącej złączone ręce ku niebu (autorami byli Danuta Nabel-Bochenek i Kazimierz Łaskawski) miała upamiętnić 25-lecie Polski Ludowej, jednak po rzekomych telefonicznych gratulacjach z gabinetu ówczesnego prezydenta Stanów Zjednoczonych Richarda Nixona dla ówczesnego I sekretarza KC PZPR Władysława Gomułki, w październiku 1969 pomnik został rozebrany.
W 1988 Bronowianka zapewniła sobie awans do ligi okręgowej (ówczesny czwarty poziom rozgrywkowy), a w sezonach 1989/1990 i 1990/1991 bezskutecznie walczyła o awans do ówczesnej III ligi. Od 2005 piłkarze Bronowianki grają w klasie okręgowej (obecnie szósty, w przeszłości piąty poziom rozgrywkowy).

### Piłka nożna kobiet
Sekcja piłki nożnej kobiet w Bronowiance działa od roku 2003. W sezonie 2004/2005 zawodniczki Bronowianki przystąpiły do grupy śląskiej kobiecej II ligi (trzeci poziom rozgrywkowy), a wiosną 2009 roku wywalczyły w barażach awans do I ligi. Od 2010 drużyna nosiła nazwę Bronowianka AZS UJ Kraków, z kolei od sezonu 2011/12 (pierwszego w Ekstralidze) drużyną w całości zarządza AZS UJ Kraków. Bronowianka nadal prowadzi drużyny młodzieżowe trampkarek i juniorek.
W sezonie 2017/2018 kobieca drużyna Bronowianki wystąpiła w rozgrywkach I ligi futsalu.

### Tenis stołowy
Po 1986 z inicjatywy prezesa Kazimierza Skrzypka w klubie powstała sekcja tenisa stołowego, a w 1997 Bronowianka wygrała konkurs na lokalizację Głównego Ośrodka Szkolenia Tenisa Stołowego Kobiet PZTS.
W sezonach 2006/2007, 2009/2010 i 2013/2014 tenisistki stołowe Bronowianki wywalczyły brązowe medale ekstraklasy. W sezonie 2022/23 żeńska drużyna Bronowianki występowała w I lidze (drugi poziom rozgrywkowy). W drużynach Bronowianki grała m.in. złota medalistka paraolimpiad w 2016 i 2020, Karolina Pęk.

### Siatkówka
W 2009 Bronowianka uruchomiła sekcję kobiecej siatkówki. W sezonie 2011/2012 drużyna siatkarska kobiet wygrała małopolską III ligę i po wygranych barażach z UKS Krzanowice (3:1, 2:3) awansowała do II ligi, do której nie przystąpiła z powodów organizacyjnych i finansowych. W sezonie 2013/14 Bronowianka zadebiutowała w II lidze, gdzie występowała jeszcze w sezonie 2014/15. Obecnie (sezon 2022/23) siatkarki występują pod nazwą Bronowianka-Galicja w małopolskiej III lidze.

### Dotychczasowe nazwy
- 1935–1949: KS Bronowianka
- 1949–1955 (?): ZKS Ogniwo Bronowice
- 1955–1960: Start OZC Bronowice
- 1960–: KS Bronowianka

## Sukcesy

### Piłka nożna
- awans do III ligi: 1954

### Tenis stołowy
Ekstraklasa kobiet
- 3. miejsce (3x): 2006/2007, 2009/2010, 2013/2014

### Siatkówka
- awans do II ligi kobiet: 2012/2013

## Sezon po sezonie
Źródło
| Sezon   | Liga                            | Miejsce | Punkty | Bramki | Uwagi  |
| ------- | ------------------------------- | ------- | ------ | ------ | ------ |
| 2001/02 | Klasa B (grupa Kraków I)        | 8.      | 26     | 43:43  |        |
| 2002/03 | Klasa B (grupa Kraków II)       | 4.      | 48     | 82:41  |        |
| 2003/04 | Klasa B (grupa Kraków I)        | 1.      | 62     | 88:25  | awans  |
| 2004/05 | Klasa A (grupa Kraków II)       | 1.      | 61     | 72:32  | awans  |
| 2005/06 | Liga okręgowa (grupa Kraków)    | 13.     | 28     | 34:66  |        |
| 2006/07 | Liga okręgowa (grupa Kraków)    | 13.     | 30     | 34:60  |        |
| 2007/08 | Liga okręgowa (grupa Kraków)    | 12.     | 28     | 36:40  |        |
| 2008/09 | Liga okręgowa (grupa Kraków)    | 6.      | 46     | 56:34  |        |
| 2009/10 | Liga okręgowa (grupa Kraków)    | 1.      | 76     | 73:33  | awans  |
| 2010/11 | V liga (grupa Kraków-Wadowice)  | 14.     | 20     | 27:75  | spadek |
| 2011/12 | Liga okręgowa (grupa Kraków I)  | 12.     | 36     | 80:23  |        |
| 2012/13 | Liga okręgowa (grupa Kraków I)  | 13.     | 40     | 38:49  |        |
| 2013/14 | Liga okręgowa (grupa Kraków I)  | 7.      | 38     | 41:31  |        |
| 2014/15 | Liga okręgowa (grupa Kraków I)  | 8.      | 38     | 34:51  |        |
| 2015/16 | Liga okręgowa (grupa Kraków I)  | 8.      | 33     | 52:39  |        |
| 2016/17 | Liga okręgowa (grupa Kraków II) | 5.      | 44     | 51:38  |        |
| 2017/18 | Liga okręgowa (grupa Kraków II) | 3.      | 52     | 58:23  |        |
| 2018/19 | Liga okręgowa (grupa Kraków II) | 7.      | 36     | 50:54  |        |
| 2019/20 | Liga okręgowa (grupa Kraków II) | 7.      | 19     | 21:29  |        |
| 2020/21 | Klasa okręgowa (Kraków II)      | 11.     | 27     | 48:83  |        |
| 2021/22 | Klasa okręgowa (Kraków II)      | 12.     | 24     | 35:63  |        |
| 2022/23 | Klasa okręgowa (Kraków II)      | 9.      | 28     | 35:57  |        |
| 2023/24 | Klasa okręgowa (Kraków II)      | 9.      | 30     | 38:57  |        |
| 2024/25 | Klasa okręgowa (Kraków II)      | 5.      | 46     | 49:29  |        |

## Wychowankowie i byli piłkarze

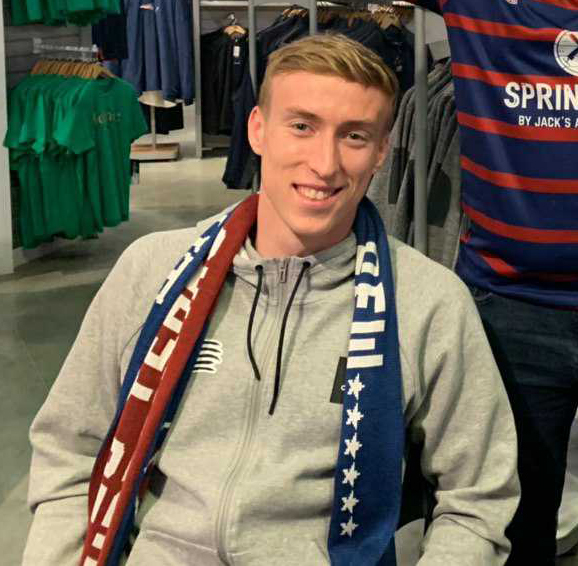
Adam Buksa, reprezentant Polski i wychowanek Bronowianki

- Adam Buksa – reprezentant Polski (11 meczów, 6 goli), 98 meczów i 27 goli w ekstraklasie (Lechia Gdańsk, Zagłębie Lubin, Pogoń Szczecin), obecnie piłkarz FC Midtjylland, wychowanek Bronowianki[32][33][34][35][36]
- Aleksander Buksa – 38 meczów i 4 gole w ekstraklasie (Wisła Kraków), młodzieżowy reprezentant Polski, obecnie piłkarz Górnika Zabrze, wychowanek Bronowianki[35][37], brat Adama
- Józef Dzieża – dwa mecze w ekstraklasie w barwach Cracovii (1933), później w Bronowiance[38]
- Arkadiusz Kubik – reprezentant Polski (2 mecze), 110 meczów i 11 goli w ekstraklasie (Górnik Zabrze, Zagłębie Lubin), w Bronowiance w latach 2009–2010[39], brat Łukasza
- Łukasz Kubik – były zawodnik Cracovii, Jagiellonii Białystok, Lechii Gdańsk i klubów belgijskich (KRC Harelbeke, KV Mechelen, Royal Excelsior Mouscron), w Bronowiance w latach 2009–2019 jako piłkarz[40], od 2019 do 2020 trener[41]
- Dariusz Marzec – 172 mecze i 21 goli w ekstraklasie (Wisła Kraków, GKS Katowice, Górnik Zabrze, Stomil Olsztyn), później trener (Stal Mielec, Arka Gdynia), młodzieżowy reprezentant Polski, wychowanek Bronowianki (1976–1978)[5]Boiska ze sztuczną nawierzchnią, hala i stadion KS Bronowianka (w tle)

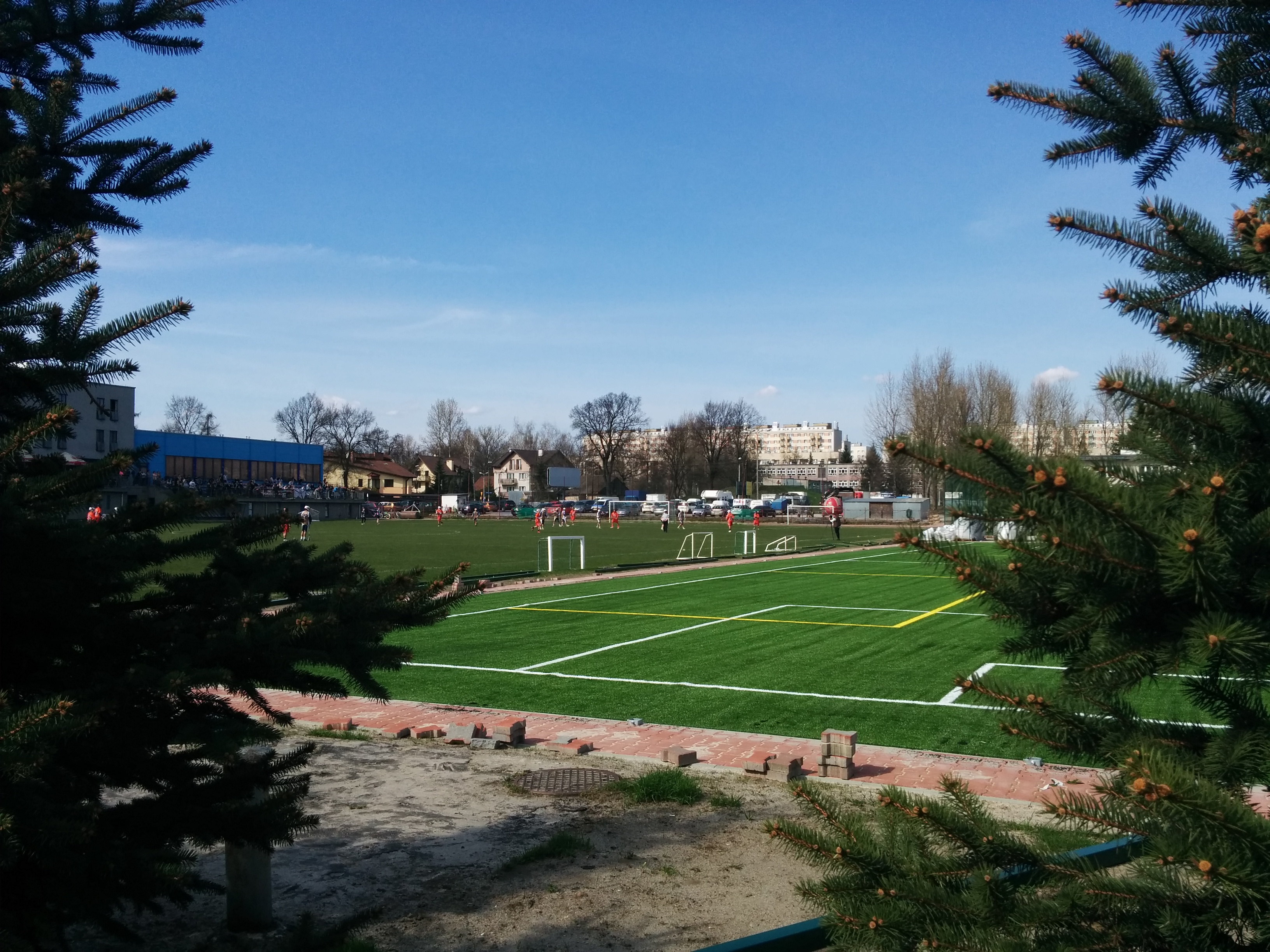
Boiska ze sztuczną nawierzchnią, hala i stadion KS Bronowianka (w tle)

- Wiktor Sydorenko – 74 mecze i 3 gole w ekstraklasie (Hutnik Kraków, Wisła Kraków), młodzieżowy reprezentant ZSRR i Ukrainy, w Bronowiance w latach 2003–2007 jako piłkarz[42], od 2023 trener[43]

## Obiekty klubowe
W 2003 klub otworzył wielofunkcyjną halę przy ulicy Zarzecze 124a (osiedle Widok Zarzecze) o stałej pojemności 200 miejsc siedzących z możliwością powiększenia do 300 miejsc przy użyciu rozsuwanych trybun. Obok hali znajduje się naturalne boisko piłkarskie z podwyższoną trybuną o pojemności 400 miejsc siedzących.
W skład kompleksu sportowego KS Bronowianka wchodzą też: boisko piłkarskie ze sztuczną nawierzchnią i oświetleniem, trzy otwarte korty tenisowe (zimą pod balonem), mniejsza hala z sauną i basenem oraz pokoje hotelowe, sale konferencyjne i restauracja.